# Piotr Prusik
Piotr Prusik (ur. 29 czerwca 1968 w Parciakach) – polski biegacz długodystansowy, policjant.
Sierżant sztabowy z olsztyńskiego oddziału prewencji policji. Reprezentant Gwardii Olsztyn. Trzykrotny wicemistrz Polski w biegach na 5 km (1993), 10 km (1994) oraz w półmaratonie (1994). Zwycięzca maratonu w Wiedniu (1995). Wielokrotny medalista mistrzostw Europy i świata policjantów w konkurencjach biegowych. Rekordy życiowe: 1500 m: 3:46,13 (1992), 3000 m – 8:09,10 (1994), 5000 m – 13:49,84 (1992), 10 000 m – 29:10,77 (1994), 15 km – 49:10 (1999), półmaraton – 1:04.08 (1994), maraton – 2:15.23 (1995). 
Pod koniec marca 2008 r. wiele serwisów informacyjnych obiegła informacja o skutecznym pościgu Piotra Prusika ulicami Olsztyna za piratem drogowym.